# نادي سكك الحديد التونسي (كرة السلة)
نادي سكك الحديد التونسي لكرة السلة (بالفرنسية: Union sportive monastirienne (basket-ball))‏، هو نادي كرة سلة تونسي للمحترفين يقع مقره في مدينة مقرين. تأسس النادي عام 1942، ولعب في بطولة تونس لكرة السلة للرجال، الدرجة الأعلى للدوري في تونس، وحقق اللقب المحلي مرتين وكذلك الكأس مرتان، و يمثل تونس في المنافسات القارية والدولية.

## سجل ألقاب النادي لكرة السلة
- البطولة التونسية  (2) : 1974، 1978.

♦ الدور النهائي  (5) : 1971، 1973، 1975، 1979، 1997.
- كأس تونس  (2) : 1975، 1976.

♦ الدور النهائي  (4) : 1971، 1974، 1988،1997.

## وصلات خارجية
- صفحة نادي سكك الحديد التونسي لكرة السلة على موقع كوووة.
- الموقع الرسمي للجامعة التونسية لكرة السلة.